# Chambaron
Der Chambaron ist ein kleiner Fluss in Frankreich, der im Département Puy-de-Dôme in der Region Auvergne-Rhône-Alpes verläuft. Er entspringt unter dem Namen Ruisseau des Grosliers im nordwestlichen Gemeindegebiet von Loubeyrat, entwässert generell Richtung Osten durch den Regionalen Naturpark Volcans d’Auvergne und mündet nach rund 15 Kilometern im Gemeindegebiet von Chambaron sur Morge als rechter Nebenfluss in die Morge. Auf seinem Weg quert der Chambaron im Unterlauf die Autobahn A71 und direkt an der Mündung die Bahnstrecke Saint-Germain-des-Fossés–Nîmes (Ardennenbahn).

## Orte am Fluss
(Reihenfolge in Fließrichtung)
- Les Portiers, Gemeinde Loubeyrat
- Loubeyrat
- Les Grosliers, Gemeinde Châtel-Guyon
- Yssac-la-Tourette
- Montaclier, Gemeinde Gimeaux
- Davayat
- Cellule, Gemeinde Chambaron sur Morge